# Krigsförsäkringsnämnden (Sverige)
Krigsförsäkringsnämnden är en statlig förvaltningsmyndighet, som sorterar under Finansdepartementet och ansvarar för frågor om försäkring mot krigsrisker m.m. enligt 4 kap. lagen (1999:890) om försäkringsverksamhet under krig eller krigsfara m.m. Myndigheten ska följa försäkringsmarknadens utveckling, särskilt när det gäller behovet av statlig krigsförsäkring, fastställa villkoren för sådan försäkring som nämnden meddelar, och kontinuerligt se över gällande krigsutbrottsavtal och återförsäkringsavtal.
Finansinspektionen utför administrativa och handläggande uppgifter åt myndigheten.